# Rhopalopsole subnigra
Rhopalopsole subnigra är en bäcksländeart som beskrevs av Okamoto 1922. Rhopalopsole subnigra ingår i släktet Rhopalopsole och familjen smalbäcksländor. Inga underarter finns listade i Catalogue of Life.